# Graeme Smith (Fußballspieler, 1983)
Graeme Meldrum Smith (* 8. Juni 1983 in Glasgow, Schottland) ist ein schottischer Fußballspieler, der momentan vereinslos ist. Er ist leicht mit seinem Namensvetter Graeme Smith des FC St. Johnstone zu verwechseln; nicht nur weil sie beide Schotten sind und den gleichen Namen haben, sondern weil sie außerdem auf der Position des Torwarts spielen.

## Karriere
Smith spielte wie sein Namensvetter bei den Glasgow Rangers, beide spielten jedoch nie gleichzeitig bei dem Verein, da Smith hier seine Karriere begann und der ältere Smith erst im Laufe seiner Karriere zu den Rangers wechselte. Als Ersatztorwart wurde er 2003 an Ross County verliehen, wo er als erster Torwart eingesetzt wurde. Seit 2005 spielt er als Stammtorwart in der ersten schottischen Liga beim FC Motherwell.
Im August des Jahres 2006 war er für zwei Spiele im Kader der schottischen Nationalmannschaft. Im Zuge der Europameisterschafts-Qualifikation spielte Schottland gegen Litauen und die Färöer, Smith bestritt aber keine der beiden Partien.

## Erfolge
Mit den Rangers
- Scottish League Cup: 2004/05